# Aceraius masatakai
Aceraius masatakai là một loài bọ cánh cứng trong họ Passalidae. Loài này được Kon, Johki & Araya miêu tả khoa học năm 2003.